# 陳英凝
陈英凝，MH（1974年—），香港公共卫生专家，現任香港中文大学医学院教授及助理院长（外务），共享基金会总干事。她亦是赛马会公共卫生及基层医疗学院教授、CCOUC灾害与人道救援研究所所长、中文大学全球卫生中心总监 、灾害风险综合研究计划辖下之卫生及社区抗灾力国际卓越中心总监、英国牛津大学纳菲尔德临床医学院公共卫生医学访问教授、美国哈佛大学FXB中心研究学人、中国北京大学医学部公共卫生学院兼职教授、香港大学李嘉诚医学院荣誉教授、香港医学专科学院院士、世界卫生组织灾害健康风险管理专题研究网络联席主席、世界卫生组织2019冠状病毒病社科医学研究专家小组联席主席、联合国减灾署亚太科学技术及学术咨询小组成员、世界气象组织2019冠状病毒病专责小组成员、世界卫生组织健康开发综合研究中心（WHO神户中心）科学工作小组成员、国际防灾减灾科学联盟指导委员会成员，以及灾害风险综合研究计划中国委员会第三届专家委员会委员。

## 学习与工作经历
陈英凝教授先后在美国约翰霍普金斯大学生物工程系(1996年)、哈佛大学公共卫生学院(人口及灾难管理和卫生经济学硕士，1998年)、香港大学李嘉诚医学院(2003年)及香港中文大学医学院毕业。在取得医生执业资格后，她曾往美国哈佛大学公共卫生学院进行博士后研究(2003-2006)，并在美国哈佛大学公共卫生学院和英国伦敦卫生与热带医学院等世界著名高等学府都有过学习及工作的经历。2011年获香港中文大学医学博士、香港医学专科学院院士及英国公共卫生学院院士。她曾于卫生署卫生防护中心紧急应变及资讯处工作；她在2006年受聘为香港中文大学公共卫生及基层医疗学院助理教授，教学及研究的范围主要包括气候变化与健康、灾难与人道救援医学、全球健康、暴力与伤害、研究方法及于资源匮乏地区进行医学人道救援的需求及专案成效评估等。她的目标是将香港发展成为亚太区其中一个灾难管理培训的基地。2011年出任香港中文大学及英国牛津大学共同设立的灾害与人道救援研究所所长（Collaborating Centre for Oxford University and CUHK for Disaster and Medical Humanitarian Response, CCOUC）。研究所致力于推动在香港和亚太地区的灾害公共卫生及医疗人道救援方面的研究、教育及知识转移工作，项目包括建立并发展气候变化与健康研究小组及少数民族健康及防灾计划（2009-2019），「灾害与人道救援中的公共卫生原理」线上课程，以及「气候变化与健康」线上课程，以及「灾害与人道救援研究方法」线上课程。
陈英凝积极参与义务工作，包括无国界医生（MSF）、联合国儿童基金会、乐施会、Help Aged International、Merlin及无止桥慈善基金等机构。1998年加入无国界医生，她担任过多项前线救援、项目评估及管理等工作，并曾到中国内地及欧洲科索沃，亲身参与各类医疗人道救援。2001年，27岁的陈英凝当上无国界医生香港办事处董事会主席并任职到2005年，成为历来最年轻及第一位亚洲女性当上该职位。在参与无国界医生工作期间，她的足迹遍及多个曾经出现人道危机的地区，包括东帝汶、柬埔寨、老挝、越南、缅甸、印尼、棉兰老岛、巴西及津巴布韦等天灾人祸之地。她亦曾组织一个国际医疗救援队为香港少数民族提供公众健康教育服务。获颁2004年香港十大杰出青年奖、2005年世界十大杰出青年奖、2007年香港人道年奖、2015年杰出领袖奖、国家地理华人探险家、2017年香港大学教育资助委员会杰出教学奖，以及中华人民共和国国家教育部颁发2018年高等教育国家级教学成果奖二等奖。

## 科研领域
- 灾害与人道危机 (Disaster and Humanitarian Crisis)[7][8][9]
- 气候变化与健康 (Climate Change and Health)[10][11]
- 农村与少数民族地区的卫生与健康  (Rural and Ethnic Minority Health)[12]
- 灾害、伤害和暴力流行病学 (Disaster, Injury and Violence Epidemiology)
- 循证健康干预 (Evidence-based health intervention)
- 宏观因素对健康的影响 (Macro-determinants of health: Globalization, Urbanization, Migration)
- 健康需求及干预效果评估方法 (Health needs and intervention impact assessment methodologies)[13]

## 公共服務
- 香港公開大學校董會成員
- 廉政公署防止貪污諮詢委員會委員
- 香港天文台策略諮詢委員會成員

## 获得奖项
- 2024 香港特別行政區荣誉勋章
- 2018 国家教育部颁发2018年高等教育国家级教学成果奖二等奖
- 2017 香港大学教育资助委员会杰出教学奖
- 2016 国家地理华人探险家
- 2015年杰出领袖奖
- 2010/2011/2013/2015/2016/2018 香港中文大学公共卫生及基层医疗学院最佳教师奖
- 2007 Nobuo Maeda国际研究奖
- 2007 第一届香港人道年奖[14]
- 2005 世界医学协会世界关怀医生奖
- 2005 世界十大杰出青年奖
- 2004 香港十大杰出青年奖

## 著作
- 《太阳之下无国界—香港义工医生纪行》，2007年。
- 《公共卫生与通识教育︰跨单元议题剖析》 （页面存档备份，存于），2015年。
- 《中国农村健康及防灾培训手冊》，2015年。
- 《中国农村健康及备灾：进阶培训手册》，2016年。
- Public health humanitarian responses to natural disasters (Routledge Humanitarian Studies Series). London: Routledge; 2017.
- Building bottom-up health and disaster risk reduction programmes （页面存档备份，存于）. Oxford: Oxford University Press; 2018.
- Climate change and urban health （页面存档备份，存于）. London: Routledge; 2019. 288 p.
- Disaster public health and older people (Routledge Humanitarian Studies). London: Routledge; 2019. 258 p.
- Essentials for health protection: Four key components （页面存档备份，存于）. Oxford: Oxford University Press; 2020. 256 p.
- Public health and disasters - Health Emergency and Disaster Risk Management in Asia. Tokyo: Springer; 2020.
- Health-Related Emergency Disaster Risk Management (Health-EDRM) （页面存档备份，存于）. Basel: MDPI; 2020.
- 2nd Edition of Health Emergency and Disaster Risk Management (Health-EDRM) （页面存档备份，存于）. Basel: MDPI; 2021.
- 《凝仁游访之鸡脚英雄传》 （页面存档备份，存于），2023年。

## 家庭
父親陳作耘為本港著名兒科醫生；丈夫丘兆祺為領展投資者關係及企業財務部主管；家姑為前香港政府新聞處處長丘李賜恩。

## 资料来源
1. ↑  .   [2011-05-14]. （原始内容存档于2021-05-17）.
2. ↑  .   [2017-10-12]. （原始内容存档于2014-12-28）.
3. ↑  .   [2019-11-16]. （原始内容存档于2018-03-22）.
4. ↑  .   [2016-06-21]. （原始内容存档于2020-10-25）.
5. ↑  . ccouc.org.   [2017-10-12]. （原始内容存档于2020-10-14）.
6. ↑  . www.cpr.cuhk.edu.hk.   [2017-10-12]. （原始内容存档于2019-12-03） （中文（简体））.
7. ↑  . South China Morning Post.   [2017-12-13]. （原始内容存档于2020-10-30） （英语）.
8. ↑  . South China Morning Post.   [2017-12-13]. （原始内容存档于2020-11-08） （英语）.
9. ↑  . South China Morning Post.   [2017-12-13]. （原始内容存档于2020-07-25） （英语）.
10. ↑  Ives, Mike. . The New York Times. 2017-06-08  [2017-12-13]. ISSN 0362-4331. （原始内容存档于2021-05-07） （美国英语）.
11. ↑  . Reuters. Fri Sep 22 00:18:29 UTC 2017  [2017-12-13]. （原始内容存档于2020-09-29）.
12. ↑  . South China Morning Post.   [2017-12-13]. （原始内容存档于2019-12-02） （英语）.
13. ↑  . Reuters. Tue Mar 15 22:45:30 UTC 2016  [2017-12-13]. （原始内容存档于2019-09-01）.
14. ↑  .   [2013-07-23]. （原始内容存档于2019-12-02）.